# Współczynnik przenikania ciepła
Współczynnik przenikania ciepła (symbol: U lub k) – współczynnik określający przenikanie ciepła przez przegrody termiczne. Współczynnik dla powierzchni płaskiej określa ilość ciepła przenikającego przez przegrodę o jednostkowym polu powierzchni, gdy panuje między powierzchniami różnica temperatur równa jednostce temperatury. Im mniejszy jest współczynnik, tym lepsza izolacyjność cieplna przegrody.

## Wzór
Ciepło przepływające przez przegrodę określa wzór:
{\displaystyle q=US\Delta T}
Z tego wynika:
{\displaystyle U={\frac {q}{S\Delta T}}\qquad [U]=\mathrm {\frac {W}{m^{2}\cdot K}} ,}
gdzie:
{\displaystyle U} – współczynnik przenikania ciepła
{\displaystyle q} – ilość ciepła przepływającego w jednostce czasu (strumień ciepła)
{\displaystyle S} – powierzchnia przegrody
{\displaystyle \Delta T} – różnica temperatur po obu stronach przegrody.

## Związek z innymi parametrami
O ile współczynnik przewodzenia ciepła jest cechą materiału, to współczynnik przenikania ciepła charakteryzuje konkretną przegrodę (na przykład ścianę). Dla przegrody jednorodnej zależność między tymi współczynnikami wyraża się wzorem
{\displaystyle U={\frac {\lambda }{d}},}
gdzie: {\displaystyle \lambda } – przewodność cieplna; {\displaystyle d} – grubość przegrody.
Współczynnik przenikania ciepła jest odwrotnością współczynnika oporu cieplnego:
{\displaystyle U={\frac {1}{R_{T}}},}
gdzie: {\displaystyle R_{T}} – współczynnik oporu cieplnego [m2·K/W].

## Przegrody warstwowe
Jeżeli przegroda złożona jest z kilku warstw o różnych przewodnościach, współczynnik przenikania oblicza się, ustalając najpierw sumaryczny opór cieplny
{\displaystyle R=\sum \limits _{i=1}^{n}R_{i}=\sum \limits _{i=1}^{n}{\frac {d_{i}}{\lambda _{i}}},}
gdzie: {\displaystyle n} – liczba warstw; {\displaystyle i} – numer warstwy.
Odwrotność tego oporu jest szukanym współczynnikiem przenikania.

## Współczynnik przenikania ciepła w polskich przepisach
Wartość współczynnika U dla przegród budowlanych zależy od rodzaju przegrody i temperatury wewnętrznej pomieszczenia. Kolejne rozporządzenia zmniejszają wartość współczynnika przenikania ciepła jakie muszą spełniać przegrody budowlane. Dla ścian zewnętrznych budynków mieszkalnych współczynnik przenikania ciepła nie powinien być większy niż 0,23 W·m−2·K−1, niezależnie od rodzaju ściany zewnętrznej (do roku 2017 dla ścian innych niż wielowarstwowe wymagane było U poniżej 0,25 W·m−2·K−1). Dla dachów wartość {\displaystyle U} nie powinna być większa niż 0,18 W·m−2·K−1 (do 31.12.2016 poniżej 0,2 W·m−2·K−1).
Od 31 grudnia 2020 r. współczynnik przenikania ciepła dla pomieszczeń, w których temperatura obliczeniowa jest większa bądź równa 16 °C, nie może być większy niż:
- 0,20 W/(m²K) - dla ścian zewnętrznych,
- 0,15 W/(m²K) - dla dachów, stropodachów, stropów nad nieogrzewanymi pomieszczeniami[4].